# Rudolf Tewes
Rudolf Tewes (* 3. September 1879 in Bremen; † 2. Juni 1965 in Bremen) war ein deutscher Maler.

## Biografie
Tewes war Sohn eines angesehenen Kaufmanns und Konsuls und studierte an der Münchener Akademie. Er war nach 1904 längere Zeit in Paris, Italien, Spanien und Südamerika. 1919–27 hielt er sich in Paris auf und wurde dann in Berlin ansässig und Mitglied der Berliner Secession.
Besonders intensiv setzte sich Tewes mit den Gemälden von Vincent van Gogh auseinander. Er gehörte mit Marga Berck und Alfred Walter Heymel zur Vereinigung „Die goldene Wolke“. Sein Selbstbildnis von 1906, das erstmals in der Berliner Secession ausgestellt wurde, und der Blühende Obstgarten von 1907 zeugen deutlich vom Einfluss Van Goghs. Die Parallelen in Farbwahl, Pinselführung und Bildgegenstand führten dazu, dass 1910 eine gemeinsame Präsentation von 20 Tewes-Bilder mit sieben Gemälden Van Goghs in der Kunsthalle Bremen stattfand. 1913 erwarb die Kunsthalle Bremen das Selbstbildnis Tewes als Geschenk des Galerievereins. 1939 zog er nach Bremen. Im Jahre 2000 widmete die Bremer Kunsthalle dem Maler unter dem Titel „Rudolf Tewes – Ein Maler im Banne des Spätimpressionismus“ eine Sonderausstellung.